# با فضل خداوند
با فضل خداوند (لاتین Dei Gratia, abbreviated D.G.) بخش مقدمه‌ای عنوان کامل فرمانروایان است که به‌طور تاریخی بر اساس حقی الهی و نه به خاطر حق خود حکومت می‌کنند. برای مثال در بریتانیا این عبارت در سال ۱۵۲۱ به عنوان سلطنتی اضافه شد و تا به امروز مورد استفاده است. بر اساس اعلامیه سلطنتی تغییرات عناوین تاج مورخ ۲۹ مه ۱۹۵۳، عنوان کامل الیزابت دوم این است:
 الیزابت دوم، به فضل خداوند از پادشاهی متحد بریتانیای کبیر و ایرلند شمالی و دیگر قلمروهایش، ملکه، رئیس مشترک‌المنافع، مدافع ایمان.